# Verkiezingen voor het Europees Parlement 2019/Kandidatenlijst/50PLUS
De kandidatenlijst voor de Europese Parlementsverkiezingen 2019 van de lijst 50PLUS (lijstnummer 10) is na controle door de Kiesraad als volgt vastgesteld:
1. Manders A.J.M. (Toine) (m), Asten
2. Ho Ten Soeng K.L.R. (Roy) (m), Venhuizen
3. Lernout G.L.C. (George) (m), Sint Jansteen
4. Van der Kleij E.C. (Emmy) (v), Lelystad
5. Van Dalen M.M.C. (Marlon) (v), Hilversum
6. Hernández Martinez A. (Adriana) (v), ‘s-Hertogenbosch
7. Richter W. (Wilma) (v), Eindhoven
8. Maarschalk Meijer E.M.N. (Nicoline) (v), Amsterdam
9. Van Est A.M.B. (Bennie) (m), Maastricht
10. Van Put J.H. (Sjef) (m), Delft
11. Hessing J.C. (Johan) (m), Axel
12. Schols R.F. (Roberto) (m), Aalsmeer
13. Stuger H.C. (Helen) (v), Portimao (PT)
14. Van der Weiden L.M.M. (Lorenzo) (m), Breda
15. Van den Hoek R.P.J.J. (Rob) (m), Driebergen-Rijsenburg
16. Van Wanrooij A.C.P. (Ándre) (m), San Bartolomé de Tirajana, (ES)
17. Hamersma K. (Klaas) (m), Hoogezand
18. Molenaar R. (Rosa) (v), 's-Gravenhage
19. Van Acquoij R.H. (Ruud) (m), Eindhoven
20. Sanders M.M.H. (Monique) (v), Best
21. Engelman F.E. (Frank) (m), Heemstede
22. Zuiverloon W.R. (Roy) (m), Lelystad
23. Hoppenbrouwers T.M.J. (Theo) (m), Eindhoven
24. van Brenk C.M. (Corrie) (v), Utrecht
25. van Rooijen M.J. (Martin) (m), Oegstgeest
26. Sazias L. (Léonie) (v), Hilversum
27. Krol H.C.M. (Henk) (m), Eindhoven

Democraten 66 (D66) ·
CDA-Europese Volkspartij · 
PVV (Partij voor de Vrijheid) ·
VVD · 
SP (Socialistische Partij) ·
P.v.d.A./Europese Sociaaldemocraten ·
ChristenUnie-SGP ·
GROENLINKS ·
Partij voor de Dieren ·
50PLUS ·
JEZUS LEEFT ·
DENK ·
De Groenen ·
Forum voor Democratie ·
vandeRegio & Piratenpartij ·
Volt Nederland